# Наташа Будимлија Марковић
Наташа Будимлија Марковић (Београд, 1972) је српска сликарка.

## Биографија
Рођена је 1972. године у Београду где живи и ради као самостални уметник. Дипломирала је сликарство на Факултету ликовних уметности Универзитета уметности у Београду у класи Милице Стевановић. На истом факултету је магистрирала 2000. године у класи Анђелке Бојовић. Члан је Удружења ликовних уметника Србије од 1999. године, када је и добила награду из фонда „Петар Лубарда”.